# Locomotiva VE 28-33
Le locomotive 28–33 della Società Vittorio Emanuele erano un gruppo di 6 locomotive a vapore costruite nel 1860 dalla fabbrica parigina Cail.

## Storia
Le 6 locomotive della serie furono ordinate dalla VE alla Cail di Parigi per l'esercizio sulle della rete.
Nel 1863 passarono alla SFSP, che le numerarono 114–116 e 148–150.
Nel 1865 passarono alla SFAI, dove assunsero i numeri 259–264.
Nel 1885, con la creazione delle grandi reti nazionali, la serie venne inglobata nel parco della Rete Mediterranea con i numeri 2780–2785.
Nel 1905, alla costituzione delle Ferrovie dello Stato, erano ancora in esercizio 5 esemplari, che furono classificati nel gruppo 116 con i numeri 1161–1165. Dopo pochi anni vennero radiate e demolite.